# Göreme
Göreme (gr Κόραμα, Korama) − miasto (dawniej Avcılar oraz Maccan) i dolina w Kapadocji, na zachód od Kayseri, na terenie których znajduje się Park Narodowy Göreme - wpisany na Listę Światowego Dziedzictwa Ludzkości UNESCO skansen około 350 kościołów wykutych w skale.
Miasto leży pośrodku Płaskowyżu Anatolijskiego, na bezleśnych, półpustynnych terenach zbudowanych w większości z miękkich tufów wulkanicznych. W wyniku erozji wodnej i wietrznej powstały tu wąskie, głębokie wąwozy o regularnych ścianach, pomiędzy którymi strzelają w górę nieregularne twory skalne w formie piramid, stożków, kolumn czy głów cukru, sięgające wysokości 30 m i więcej. Warstwowa budowa skał widoczna jest w barwnych (brązowe, różowe, fioletowe, szare i in.) pasach, a podkreślana czasem kamiennymi „kapeluszami” - płytami z twardszego materiału, wieńczącymi stożki.
Miękkie skały zaczęły być wykorzystywane przez ludzi do drążenia w nich mieszkań, a następnie świątyń i klasztorów. Chrześcijaństwo dotarło tu wcześnie przez Syrię. Początkowo osiedlali się tu samotni anachoreci - pustelnicy, którzy w VIII i IX w. zaczęli grupować się w gminy. Z czasem w ich otoczeniu zaczęły pojawiać się siedziby innych mieszkańców, którzy na dnie wąwozów zakładali poletka upraw, sady i winnice. Znaczna tolerancja religijna Turków Seldżuckich i Osmańskich pozwoliła przetrwać tej społeczności do XIV w., kiedy zaczęła się ona rozpadać i zanikać.

## Przypisy

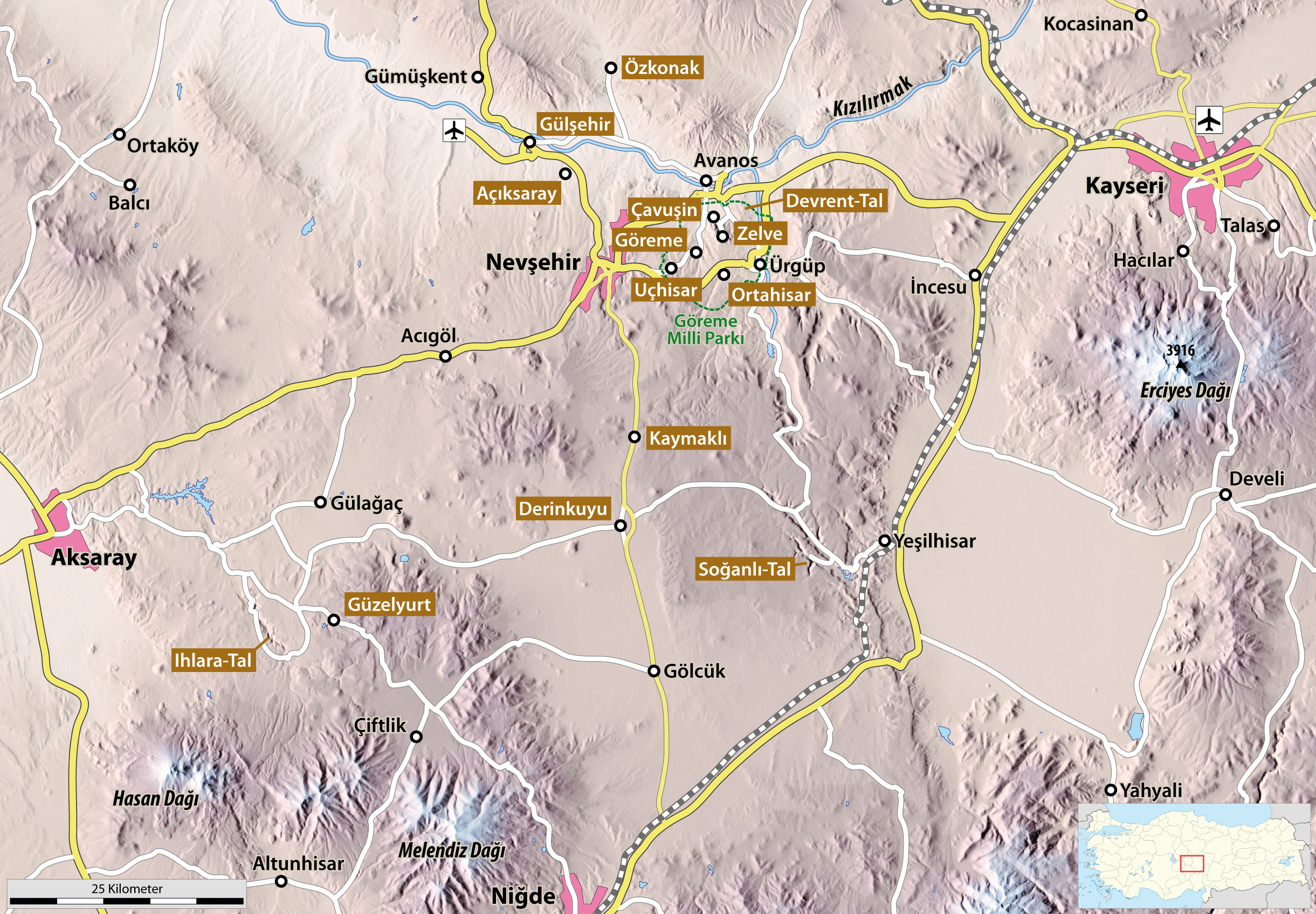
Mapa Kapadocji
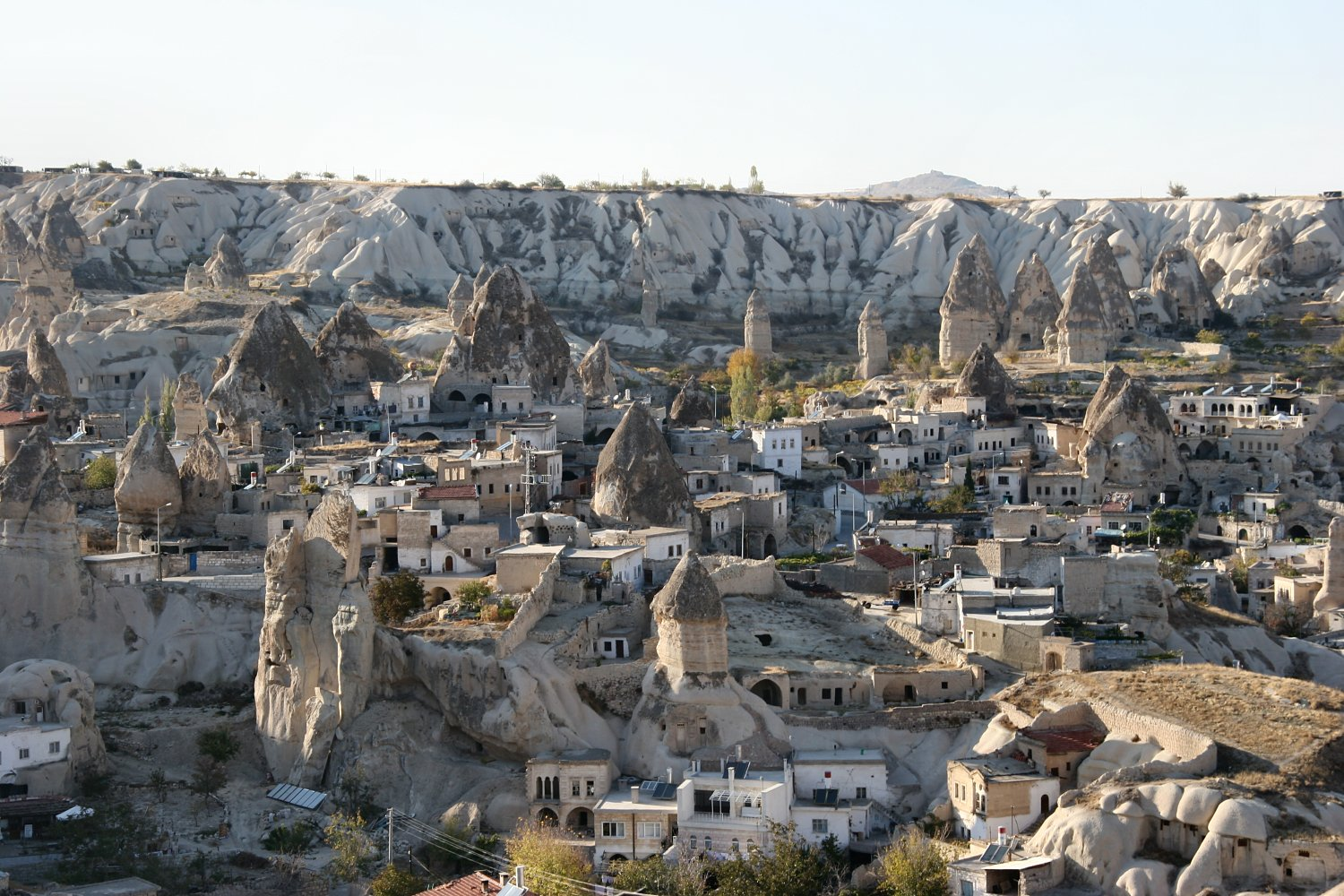
Widok na osadę
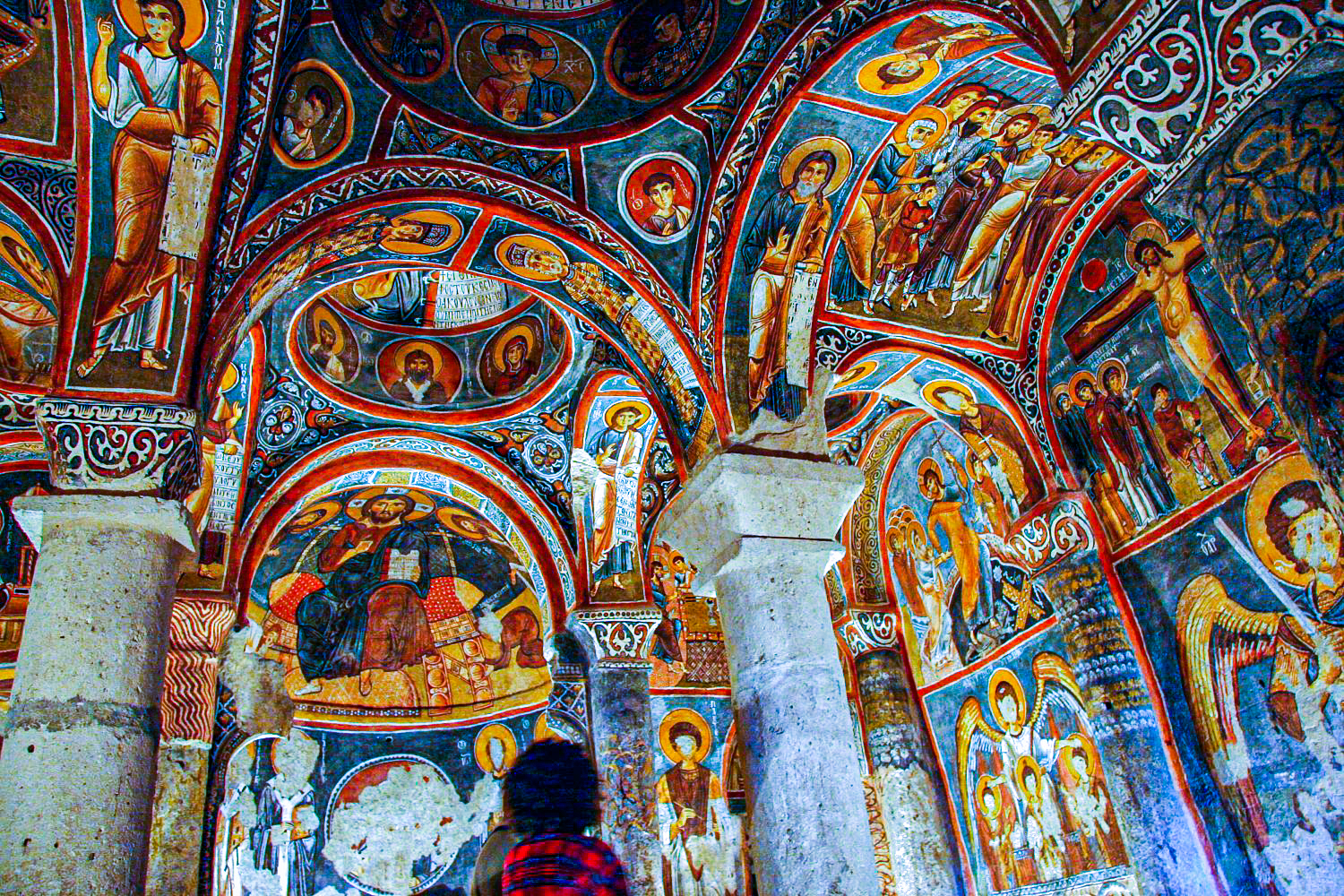
Ciemny kościół
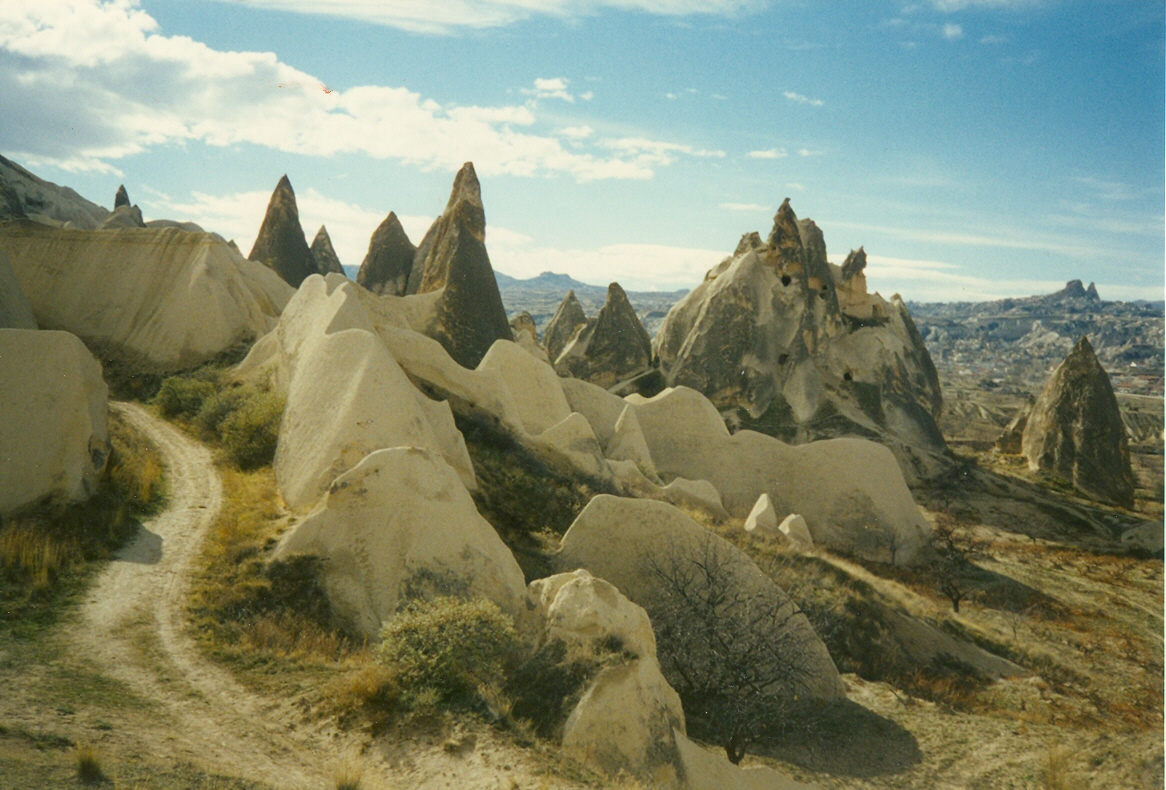
Dolina Göreme